# Andrei Alexandrowitsch Gawrilow
Andrei Alexandrowitsch Gawrilow (russisch Андрей Александрович Гаврилов; * 8. November 1987 in Leningrad, Russische SFSR) ist ein russischer Eishockeytorwart, der zuletzt bei Salawat Julajew Ufa in der Kontinentalen Hockey-Liga unter Vertrag stand.

## Karriere
Andrei Gawrilow begann seine Karriere als Eishockeyspieler in seiner Heimatstadt in der Nachwuchsabteilung des HK Spartak Sankt Petersburg. Zur Saison 2005/06 wechselte er zu dessen Stadtnachbarn SKA Sankt Petersburg, für dessen zweite Mannschaft er in der drittklassigen Perwaja Liga auflief. Von 2006 bis 2009 stand der Torwart jeweils eine Spielzeit lang für die Profiteams von seinem Ex-Club HK Spartak Sankt Petersburg, Ariada-Akpars Wolschsk, sowie HK Lipezk in der Wysschaja Liga, der zweiten russischen Spielklasse, unter Vertrag.
Für die Saison 2009/10 wurde Gawrilow von Witjas Tschechow aus der Kontinentalen Hockey-Liga verpflichtet. In seinem Rookiejahr in der KHL absolvierte er 19 Spiele für Tschechow. Dabei wies er einen Gegentorschnitt von 4.09 pro Spiel und eine Fangquote von 87,6 % auf. Am 30. Januar 2010 wurde er an dessen Ligarivalen Atlant Mytischtschi abgegeben, für den er bis Saisonende in je einem Spiel in der Hauptrunde sowie in den Playoffs auflief. Die Saison 2010/11 begann er ebenfalls bei Atlant Mytischtschi in der KHL, wechselte jedoch kurz nach Saisonbeginn zu Schinnik Babrujsk aus der belarussischen Extraliga, in der er Stammtorwart war.
Zur Saison 2011/12 wurde er von Molot-Prikamje Perm aus der Wysschaja Hockey-Liga verpflichtet.
Zwischen 2014 und 2016 spielte er für den neu gegründeten KHL-Teilnehmer HK Sotschi, anschließend ein Jahr bei Salawat Julajew Ufa in der Kontinentalen Hockey-Liga.

## Statistik
(Stand: Ende der Saison 2010/11)